# Kanaglia (mixtape)
Kanaglia è il primo mixtape del rapper italiano DrefGold, pubblicato il 16 maggio 2016 dalla Pro Evolution Joint.

## Tracce
1. GG – 2:06
2. Questa è droga – 2:16
3. Kzz Mrd – 1:41
4. Bolo Top Mariuoli (feat. Inda) – 2:51
5. Kompra tutto (feat. Billy Milligael) – 2:41
6. Dentro me – 1:26
7. Nasty Freestyle (feat. Tooda Kngl) – 2:36
8. Five Millions (feat. Koflahman) – 2:00
9. Furi posto – 2:01
10. Kanaglia – 3:01
11. Pessotto – 1:31
12. Scrivo barre – 1:31
13. Vecchio inglese (feat. Inda) – 2:51
14. Beef – 1:40
15. Esco fuori fuori la porta – 2:21
16. Air Max (feat. Roy Persico) – 2:26
17. I'm Dref – 2:21
18. 10 anni di differenza (feat. Dog boy) – 2:41
19. 10 Dollars – 1:36
20. MSSRNT – 1:41
21. Senza canne (mai) – 2:41
22. All Stars – 2:21
23. Lucio Dalla – 3:01
24. Fook Em (feat. Inda) – 2:51
25. Fook the Tekno – 1:21
26. Pensa te – 1:26
27. Hai capito (feat. Fax klein) – 3:21
28. Smo King Sea Son – 1:31
29. Sbattuto – 2:26
30. Krezy Era (feat. Dome Dama) – 2:31
31. Outro – 1:01
32. Kompare – 1:46
33. 0100 – 3:21
34. Panda RMX (feat. Brenno Itani) – 3:01

## Formazione
- DrefGold – voce
- Daves the Kid – produzione
- Inda – voce aggiuntiva (tracce 4, 13, 24)
- Billy Milligael – voce aggiuntiva (traccia 5)
- Tooda Kngl – voce aggiuntiva (traccia 7)
- Koflahman – voce aggiuntiva (traccia 8)
- Roy Persico – voce aggiuntiva (traccia 16)
- Dog Boy – voce aggiuntiva (traccia 18)
- Fax Klein – voce aggiuntiva (traccia 27)
- Dome Dama – voce aggiuntiva (traccia 30)
- Brenno Itani – voce aggiuntiva (traccia 34)